# Louis-Marie-Victor d'Aumont
Louis-Marie-Victor, duc d'Aumont et de Rochebaron (1632-1704), marquis de Chappes, de Villequier, d'Isles (siège du duché d'Aumont, érigé en 1665) et de Nolay, baron de d'Estrabonne, est un militaire français.

## Biographie
Capitaine des Gardes du corps du Roi, il est un des plus zélés serviteurs de Louis XIV. Il se distingue dans la campagne de Flandre.
En 1645, il est colonel du régiment de Chappe cavalerie après que le mestre de camp, Antoine d'Aumont de Rochebaron marquis de Villequier, son oncle, lui cède le régiment.
Il contribue beaucoup aux progrès de la science des médailles. Le duc d'Aumont, chargé par le Dauphin de chercher médailles et curiosités, réunit chez lui de 1677 à 1681 une assemblée de curieux composée de numismates et d'antiquaires parmi lesquels le Père La Chaise, Claude-François Ménestrier, Claude du Molinet, Pierre Rainssant, Ezéchiel Spanheim, Jean Foy-Vaillant, et plus occasionnellement François de Camps, Claude Nicaise ou Jacob Spon.
Il fut membre de l'Académie des inscriptions. Il est élu membre de l'Académie des inscriptions et belles-lettres en 1701.
Il épouse le 21 novembre 1660, Madeleine Fare Le Tellier (1646-1668), fille de Michel Le Tellier et soeur de Louvois, puis Françoise-Angélique de La Mothe-Houdancourt, fille de Philippe de La Mothe-Houdancourt et de Louise de Prie.